# برگاترویته
بِرگاترویتِه (به آلمانی: Bergatreute) یک شهر در آلمان است که در رافنسبورگ واقع شده‌است. برگاتراویت ۳٬۱۹۷ نفر جمعیت دارد.

## خواهرخوانده
شهر لویبنیتس خواهرخواندهٔ بِرگاترویته هست.